# Рэсколизм
Рэсколизм (от ток-писин raskol — «бандит», восходит к англ. rascal — «плут», «шельмец», «негодник») — криминальный феномен, распространённый в крупных городах Папуа — Новой Гвинеи (ПНГ), прежде всего, в столице страны — Порт-Морсби, а также в городе Лаэ.
Представляет собой особую субкультуру и, одновременно, систему молодёжных банд, занимающихся убийствами, насилием, похищениями людей, грабежами, вымогательством и кражами в городах и селениях ПНГ.

## Предпосылки явления
ПНГ — страна с одним из самых низких уровней жизни в регионе, до 85% населения которой заняты в традиционном (натуральном) сельском хозяйстве (см.: Экономика Папуа — Новой Гвинеи).
Экономика носит преимущественно сырьевой характер, при этом уровень безработицы, особенно среди молодёжи до тридцатилетнего возраста, очень высок (ежегодно из 80 тыс. молодых людей работу находит только около 5 тыс.).
В государстве также высок и уровень коррупции (ПНГ входит в число наиболее коррумпированных стран мира). Полицейское насилие, включая пытки полицейскими арестованных и заключённых, по оценкам экспертов ООН, стало в ПНГ «регулярной практикой».
На этом фоне в ПНГ идёт процесс урбанизации: коэффициент урбанизации составляет 2,9 % в год — один из самых высоких в Океании (после Соломоновых Островов и Вануату). Как отмечает российский исследователь явления рэсколизма, профессор В. Н. Тимошенко, основной движущей силой урбанизации является распад традиционной сельской общины и распространение капиталистических отношений в ПНГ.
Урбанизация влечёт отток населения (преимущественного молодого) из деревень в города. При этом, не имея возможности найти работу и обеспечить себе достойный уровень жизни, а также адаптироваться к непривычной для себя среде, такие молодые люди объединяются с себе подобными и выбирают наиболее простой, в их понимании, путь к «лёгкой жизни» — путь совершения преступлений. Многие члены рэскол-банд признают, что втянулись в криминал после того, как родители отправили их в город на заработки.
Необходимо учитывать и особенности менталитета коренных жителей ПНГ, в сознании большого числа из которых сохраняются пережитки общинного «первобытного коммунизма». Поэтому присвоение чужой собственности, с точки зрения участников рэскол-банд, иногда даже не выглядит преступлением как таковым, а представляет собой способ «справедливого» (с традиционно-общинных позиций) перераспределения материальных благ. Как говорят сами участники группировок, «мы никогда не думаем убивать людей, мы лишь хотим напугать их, чтобы взять то, что мы хотим взять».

## Характеристика явления
Считается, что первые рэскол-банды появились в Порт-Морсби в конце 1960-х гг. В 1968—1975 гг. банды организовывались и сосредотачивали свои ресурсы, в период с 1975 года по начало 1980-х гг. они становились более институциализированными и расширяли свои операции, в частности, в сфере воровства и распространения наркотиков, а к 1985 году превратились в мощные, сплочённые преступные сообщества.
В настоящее время крупнейшие рэскол-банды настолько мощны, что некоторые исследователи говорят о «гражданской войне» между бандитами и силами правопорядка, причём по ряду параметров рэскол-банды нередко превосходят последних.
У банд имеется на вооружении как холодное, так и огнестрельное оружие, большинство из которого приобретено нелегально; арсенал бандитов обширен: от новейших заводских марок до самодельных ножей и пистолетов.
Рэскол-банды проявляют себя практически во всех видах преступной деятельности: от краж из автомобилей до грабежей, убийств и изнасилований. Особый вид деятельности банд составляет сотрудничество с международной организованной преступностью в связи с контрабандой наркотиков в США, Канаду, Австралию и Новую Зеландию; наблюдается тенденция и к сближению рэскол-банд с китайскими этническими преступными группировками, действующими в ПНГ.
Доходит до того, что рэскол-банды облагают данью небольшие города (как, например, город Каинанту) или вводят там свои правила и порядки. Сообщается также, что бандиты устроили террор и взимание дани на такой важнейшей транспортной магистрали ПНГ как Горное шоссе; при этом лидеры бандитов хвастаются, что застрелят любого полицейского, который отважится открыть охоту на них.
Отмечаются процессы взаимодействия рэскол-банд с миром политики, большого бизнеса и правоохранительными органами ПНГ.
Рэсколизм как своеобразная идеология и образ жизни привлекает молодёжь из поселений в окрестностях Порт-Морсби тем, что предлагает им идентичность, основанную не на прежнем племенном статусе, а на новом статусе членов неплеменной общности, а также чувством защищённости, компаньонством, возможностью обладания оружием и деньгами. Такие выходцы из «традиционных местностей» и рекрутируются в банды.
Отношение населения к рэскол-бандам неоднозначное. С одной стороны, по свидетельству австралийских полицейских, участвующих в борьбе с бандитами, многие из жителей ПНГ испытывают своего рода ностальгию по колониальным временам, когда «киапы», то есть австралийские полицейские офицеры, патрулировали их деревни, подавляя племенную вражду и пресекая насилие, которое превалирует сейчас.
С другой же стороны, часть населения в членах рэскол-банд склонна видеть «благородных Робин Гудов», «борцов за справедливость», противников коррумпированной власти и богатых.
Сами члены банд, по вполне понятным причинам, стараются поддерживать в глазах определённой части общества свой имидж «борцов за справедливость» и «против полицейского произвола». Так, один из членов банды утверждает: «Полиция, которую мы знаем, очень опасна. Они прибывают в селение и отбирают еду, вещи и пиво у людей». Необходимо тут отметить, что полиция ПНГ во многом сама способствует формированию у населения негативного к ней отношения, поскольку многие из полисменов участвуют в незаконных арестах, пытках, насилии над детьми и подростками, иных противозаконных действиях.

## Структура и организация деятельности группировок
На сегодняшний день известно 4 крупных преступных конгломерата — «Bomai», «Koboni», «Mafia» и «Brigade 585» — каждый из которых включает в себя более мелкие рэскол-банды. Во главе каждого из конгломератов стоит лидер, называемый «отцом» (father) или «большим человеком», бигменом (big man), чей авторитет подкрепляется опытом и умением обеспечивать «хорошую жизнь» для членов бригад.
В настоящее время различные рэскол-группировки не враждуют между собой, поскольку объединились перед лицом общего врага — полиции. Тем не менее, в Порт-Морсби территория между бандами тщательно поделена, границы влияния той или иной банды обозначаются посредством соответствующих граффити.
Сами банды строятся по принципу соседства, этническая составляющая роли не играет.
Возраст членов рэскол-банд — от 15 до 25 лет. Вхождение в банду и выход из неё носят добровольный характер, внутренними «законами» группировок не регламентируются, в силу чего лидеры банд никогда точно не знают, сколько именно у них на данный момент «подчинённых».
Женщины, как правило, не принимают участия в деятельности рэскол-банд, однако в отдельных случаях они выполняют для нужд группировок такие функции как наблюдение, доставка еды и алкоголя, планирование преступлений, сбыт краденого.

## Рэсколизм в искусстве

### Фотоискусство
Австралийский фотограф Стивен Дюпон прожил в 2004 году несколько недель среди членов одной из старейших рэскол-банд, именуемой «Kips Kaboni». В результате появилась галерея художественных фотопортретов участников группировки.

### Документальное кино
Феномену рэсколизма посвящён австралийский документальный фильм «Raskol» (реж. Сэлли Браунинг), 1995 год.